# Ștefan Radu
Ștefan Daniel Radu est un footballeur ex-international roumain né le 22 octobre 1986 à Bucarest. Il évolue au poste de défenseur.

## Carrière

### En club
Après des débuts très prometteurs avec le Dinamo Bucarest, il est transféré, en janvier 2008, à la Lazio Rome pour 1 million d'euros.
Il est le joueur le plus capé de la Lazio Rome avec 427 matchs.

### En sélection
Ștefan Radu honore sa première sélection avec l'équipe nationale de Roumanie le 15 novembre 2006 face à l'Espagne. Il entre en jeu à la place de Răzvan Raț et son équipe s'impose par un but à zéro.
Le sélectionneur de l'équipe de Roumanie, Victor Pițurcă, le retient parmi l'effectif de vingt-trois joueurs appelé à participer à l'Euro 2008. En 2013, il prend, prématurément, sa retraite internationale à 27 ans[réf. souhaitée].

## Palmarès

### Club
|  |  | Dinamo Bucarest - Liga I : - Champion : 2007 - Vice-champion : 2005 - Cupa României : - Vainqueur : 2005 - Supercupa României - Vainqueur : 2005 - Finaliste : 2007 |  | Lazio Rome - Coppa Italia : - Vainqueur : 2009, 2013 et 2019 - Finaliste : 2015 et 2017 - Supercoppa italiana : - Vainqueur : 2009, 2017 et 2019 - Finaliste : 2013 et 2015 |